# Ушаков, Сергей Николаевич (химик)
Сергей Николаевич Ушаков (1893-1964) — советский учёный, доктор химических наук, профессор, член-корреспондент АН СССР.

## Биография
Родился в 1893 году в Костроме. Член КПСС с 1943 года.
В 1921 году окончил Петроградский политехнический институт.
С 1921 года — на хозяйственной, общественной и политической работе. В 1921—1953 гг. — научный сотрудник, доцент, профессор в Ленинградском технологическом институте, директор НИИ пластмасс, в эвакуации заведующий кафедрой КХТИ имени Менделеева, директор НИИ полимеризационных пластмасс, директор Института высокомолекулярных соединений АН СССР.
За разработку процесса производства винилацетата и за заменители фенола для пластмасс был удостоен персональной Сталинской премии 3-й степени 1942 года.
За разработку и внедрение в промышленность новых химических материалов был удостоен Сталинской премии 2-й степени 1950 года.
Скончался в Ленинграде 16 сентября 1964 года. Похоронен на Серафимовском кладбище.